# Coppa Sabatini 1963
La Coppa Sabatini 1963, dodicesima edizione della corsa, si svolse il 6 ottobre 1963 su un percorso di 230 km. La vittoria fu appannaggio dell'italiano Dino Bruni, che completò il percorso in 5h49'00", precedendo i connazionali Bruno Mealli e Walter Leto.

## Ordine d'arrivo (Top 10)
| Pos. | Corridore         | Squadra  | Tempo    |
| ---- | ----------------- | -------- | -------- |
| 1    | Dino Bruni        | Gazzola  | 5h49'00" |
| 2    | Bruno Mealli      | Cynar    | s.t.     |
| 3    | Walter Leto       | Cite     | s.t.     |
| 4    | Carlo Chiappano   | Legnano  | s.t.     |
| 5    | Silvano Simonetti | Cite     | a 10"    |
| 6    | Idrio Bui         | Lygie    | a 55"    |
| 7    | Renzo Fontona     | I.B.A.C. | s.t.     |
| 8    | Imerio Massignan  | Legnano  | s.t.     |
| 9    | Luigi Zanchetta   | Cite     | s.t.     |
| 10   | Aldo Pifferi      | Lygie    | s.t.     |